# Tom Birkett
Pour les articles homonymes, voir Birkett.
Thomas Birkett, né le 25 juillet 1982, 3e baron Birkett, est un homme politique britannique.
Seul fils de Michael Birkett, 2e baron, Tom Birkett succède en 2015 à son père dans le titre de droit de baron Birkett.
Un photographe acclamé , Birkett épouse la ballerine Nathalie Harrison en 2014, par conséquent sa femme est officiellement traitée comme « The Lady Birkett ».
Lord et Lady Birkett habitent à Londres WC1 et le baron a l'intention à la prochaine de se présenter aux élections à la Chambre des lords.

Couronne de baron britannique

## Barons Birkett
- 1958-1962 – 1re : Norman Birkett (1883-1962), 1re création;

- 1962-2015 – 2e : Michael Birkett (1929-2015); fils du précédent;

- depuis 2015 – 3e : Thomas Birkett (né en 1982); fils du précédent[3].